# 邵阳职业技术学院
邵阳职业技术学院（英語：Shaoyang Polytechnic）位于湖南省邵阳市，是湖南省一所高等专科大学。

## 学校院系
邵阳职业技术学院拥有6个系，3个部，20多个专业。

### 系
信息技术与创意系、机电工程系、财会金融系、工商管理系、生物工程系、建筑工程系。

### 部
五年制大专部、继续教育部。

## 校训
明德、笃学、强能